# Det Jydske Haveselskab
Det Jydske Haveselskab blev stiftet i 1873. Selskabet blev 1. januar 2008 lagt sammen sammen med haveselskaberne: Det Danske Haveselskab, Det kgl. danske Haveselskab og Det Danske Haveselskab – Øerne til én juridisk enhed, Haveselskabet.
Det Jydske Haveselskab havde hovedsæde på avlsgården ved Clausholm Slot. Fra 1. januar 2011 ligger selskabets administration i Kgs. Lyngby.